# Netscape (Mozillaベース)
Netscape（ネットスケープ）は、Mozillaベースのウェブブラウザである。ウェブブラウザNetscapeシリーズでは、バージョン6と7となる。

## 歴史
Netscapeブランドのウェブブラウザの市場シェアの回復を目指しネットスケープコミュニケーションズが先頭に立ってMozillaプロジェクトを進めた。2000年11月14日、それを元に複数のプラットフォームへの対応やW3C勧告への準拠などに注力したバージョン6.0が出された。しかしながら、バージョン6.0の基となったものは、Mozillaプロジェクトの遅れからMozilla Milestone 18であり、バージョン1にも満たない未完成なものだった。そのため、起動時間の長さをはじめとした動作の緩慢さや数多くのバグ、また新たにこのバージョンに対応した拡張プラグインを作成するメーカーが減ったため、市場シェアはほとんど回復しなかった。
2002年8月29日、Mozilla 1.0.1をベースに、バージョン7.0がリリースされた。このバージョンはバージョン6に比べてはるかに安定しており、ようやく実用に耐えうるものとなった。しかし、Mozillaで実装されていたポップアップブロック機能が無効にされていたために不評を買うこととなった。そこで同年12月にはポップアップブロックを有効にしたバージョン7.01がリリースされた。
2003年6月30日、Mozilla 1.4をベースに、バージョン7.1がリリースされた。このバージョンではFind As You Type（いわゆるインクリメンタルサーチ相当）やベイジアンフィルタによりスパム (メール)を自動判定するジャンクメールコントロール機能、国際化ドメイン名のサポートなどが追加された。しかし、このバージョンのリリースに先立つ同年5月のAOLとマイクロソフトとの間で争われていた反トラスト法訴訟の和解(この中にはAOLがInternet Explorer技術のライセンスを受けるという項目がある)、および7月15日のNetscape開発部門の解体と従業員のレイオフ、Mozilla Foundationの設立(これによりMozillaはNetscapeから完全に独立することとなった)により、これがNetscapeという名の最後のウェブブラウザになるとみられていた。これに対し、同年11月には熱心なユーザからNetscapeブラウザの継続リリースを求める署名活動が起こった。
2004年4月、AOLはNetscapeの復興を計画中であると発表した。そして同年8月17日、Mozilla 1.7.2をベースに、バージョン7.2がリリースされた。
2001年にネットスケープコミュニケーションズの日本法人が撤退したため、日本語版はNetscape 7.1を最後にリリースされておらず、ホームページの更新もストップしている。このためMozilla 1.4以降で見つかったセキュリティーホールは、Netscape 7.1日本語版にも存在していることになる。ただし、有志により非公式的に翻訳が行われ、7.2用の日本語化パックが公開された。

## バージョンの変遷
- 6.0 - Mozilla Milestone 18ベース (2000年11月14日)
- 6.01 - Mozilla 0.7ベース(2001年2月9日)
- 6.1 - Mozilla 0.9.2.1ベース(2001年8月8日)
- 6.2 - Mozilla 0.9.4.1ベース(2001年10月30日)
- 6.2.1 - Mozilla 0.9.4.1ベース
- 6.2.2 - Mozilla 0.9.4.1ベース
- 6.2.3 - Mozilla 0.9.4.1ベース(2002年5月15日)
- 7.0 - Mozilla 1.0.1ベース(2002年8月29日)
- 7.01 - Mozilla 1.0.2ベース(2002年12月10日)
- 7.02 - Mozilla 1.0.2ベース(2003年2月18日)
- 7.1 - Mozilla 1.4ベース(2003年6月30日)
- 7.2 - Mozilla 1.7.2ベース(2004年8月17日)